# Olympische Sommerspiele 1992/Teilnehmer (Schweiz)
| Gelbes Symbol für Goldmedaillen mit stilisierten Olympischen Ringen | Graues Symbol für Silbermedaillen mit stilisierten Olympischen Ringen | Braundes Symbol für Bronzemedaillen mit stilisierten Olympischen Ringen |
| ------------------------------------------------------------------- | --------------------------------------------------------------------- | ----------------------------------------------------------------------- |
| 1                                                                   | —                                                                     | —                                                                       |

Die Schweiz nahm an den Olympischen Sommerspielen 1992 in Barcelona, Spanien, mit einer Delegation von 102 Sportlern (73 Männer und 29 Frauen) teil.

## Fahnenträger
Der Turner Daniel Giubellini trug die Fahne der Schweiz während der Eröffnungsfeier im Olympiastadion. 

## Medaillengewinner
Mit einer gewonnenen Goldmedaille belegte das Schweizer Team Platz 37 im Medaillenspiegel.

### Gold
| Name        | Sportart | Wettkampf |
| ----------- | -------- | --------- |
| Marc Rosset | Tennis   | Einzel    |

## Teilnehmer nach Sportarten

### Badminton
- Silvia Albrecht
Frauen, Einzel: 17. Platz
Frauen, Doppel: 17. Platz
- Bettina Villars
Frauen, Einzel: 33. Platz
Frauen, Doppel: 17. Platz

### Fechten
- Olivier Jacquet
Degen, Einzel: 31. Platz
- André Kuhn
Degen, Einzel: 40. Platz
- Daniel Lang
Degen, Einzel: 57. Platz

### Judo
- Eric Born
Halbleichtgewicht: 36. Platz
- Laurent Pellet
Leichtgewicht: 22. Platz
- Olivier Schaffter
Halbmittelgewicht: 22. Platz
- Daniel Kistler
Mittelgewicht: 7. Platz
- Gisela Hämmerling
Frauen, Halbmittelgewicht: 16. Platz

### Kanu
- Roberto Liberato
Einer-Kajak, 500 Meter: 6. Platz
Einer-Kajak, 1000 Meter: Halbfinal
- Thomas Brunold
Einer-Kajak, Slalom: 18. Platz
- Ralph Rhein
Einer-Kajak, Slalom: 32. Platz
- Ueli Matti
Zweier-Canadier, Slalom: 5. Platz
- Peter Matti
Zweier-Canadier, Slalom: 5. Platz
- Ingrid Haralamow-Raimann
Frauen, Einer-Kajak, 500 Meter: Halbfinal

### Leichtathletik
- Stefan Burkart
100 Meter: Viertelfinal
200 Meter: Viertelfinal
- Markus Hacksteiner
1500 Meter: Vorläufe
- Danny Böltz
Marathon: 55. Platz
- Pascal Charrière
50 Kilometer Gehen: 20. Platz
- Aldo Bertoldi
50 Kilometer Gehen: DNF
- Werner Günthör
Kugelstossen: 5. Platz
- Christian Erb
Diskuswurf: 27. Platz in der Qualifikation
- Beat Gähwiler
Zehnkampf: 21. Platz
- Simone Meier
Frauen, 1500 Meter: Vorläufe
- Franziska Moser
Frauen, Marathon: DNF
- Kathrin Lüthi
Frauen, 4 × 400 Meter: Vorläufe
- Regula Scalabrin
Frauen, 4 × 400 Meter: Vorläufe
- Martha Grossenbacher
Frauen, 4 × 400 Meter: Vorläufe
- Helen Burkart
Frauen, 4 × 400 Meter: Vorläufe
- Sieglinde Cadusch
Frauen, Hochsprung: 31. Platz in der Qualifikation

### Moderner Fünfkampf
- Peter Steinmann
Einzel: 16. Platz

### Radsport
- Urs Güller
Strassenrennen, Einzel: 13. Platz
- Roland Meier
Strassenrennen, Einzel: 19. Platz
Mannschaftszeitfahren: 7. Platz
- Armin Meier
Strassenrennen, Einzel: 70. Platz
- Thomas Boutellier
Mannschaftszeitfahren: 7. Platz
- Beat Meister
Mannschaftszeitfahren: 7. Platz
- Theodor Rinderknecht
Mannschaftszeitfahren: 7. Platz
- Rolf Furrer
Sprint: 3. Runde
- Rocco Travella
1000 Meter Zeitfahren: 16. Platz
- Viktor Kunz
4000 Meter Einzelverfolgung: 17. Platz in der Qualifikation
- Andreas Aeschbach
Punkterennen: 8. Platz
- Luzia Zberg
Frauen, Strassenrennen, Einzel: 8. Platz
- Petra Walczewski
Frauen, Strassenrennen, Einzel: 22. Platz
- Barbara Heeb
Frauen, Strassenrennen, Einzel: 43. Platz

### Reiten
- Otto Hofer
Dressur, Einzel: 14. Platz
Dressur, Mannschaft: 6. Platz
- Ruth Hunkeler
Dressur, Einzel: 25. Platz
Dressur, Mannschaft: 6. Platz
- Doris Ramseier
Dressur, Einzel: 32. Platz
Dressur, Mannschaft: 6. Platz
- Markus Fuchs
Springreiten, Einzel: 12. Platz
Springreiten, Mannschaft: 5. Platz
- Thomas Fuchs
Springreiten, Einzel: 16. Platz
Springreiten, Mannschaft: 5. Platz
- Lesley McNaught-Mändli
Springreiten, Einzel: Final
Springreiten, Mannschaft: 5. Platz
- Willi Melliger
Springreiten, Einzel: 61. Platz in der Qualifikation
Springreiten, Mannschaft: 5. Platz

### Ringen
- Hugo Dietsche
Federgewicht, griechisch-römisch: 8. Platz

- David Martinetti
Mittelgewicht, griechisch-römisch: 9. Platz

- Martin Müller
Federgewicht, Freistil: 7. Platz

- Ludwig Küng
Leichtgewicht, Freistil: in der 1. Runde ausgeschieden

### Rudern
- Xeno Müller
Einer: 12. Platz
- René Gonin
Doppelzweier: 11. Platz
- Alexander Koch
Doppelzweier: 11. Platz
- Christoph Küffer
Zweier ohne Steuermann: 11. Platz
- Thomas Studhalter
Zweier ohne Steuermann: 11. Platz
- Ueli Bodenmann
Doppelvierer: 4. Platz
- Alexander Ruckstuhl
Doppelvierer: 4. Platz
- Beat Schwerzmann
Doppelvierer: 4. Platz
- Marc-Sven Nater
Doppelvierer: 4. Platz

### Schiessen
- Toni Küchler
Schnellfeuerpistole: 16. Platz
- Hans-Rudolf Schneider
Schnellfeuerpistole: 16. Platz
- Andi Zumbach
Luftgewehr: 35. Platz
Kleinkaliber, Dreistellungskampf: 33. Platz
Kleinkaliber, liegend: 18. Platz
- Hansueli Minder
Luftgewehr: 39. Platz
- Norbert Sturny
Kleinkaliber, Dreistellungskampf: 24. Platz
Kleinkaliber, liegend: 50. Platz
- Xavier Bouvier
Trap: 46. Platz
- Sabina Fuchs
Frauen, Luftgewehr: 17. Platz
Frauen, Kleinkaliber, Dreistellungskampf: 17. Platz
- Gaby Bühlmann
Frauen, Luftgewehr: 26. Platz
Frauen, Kleinkaliber, Dreistellungskampf: 28. Platz

### Schwimmen
- Dano Halsall
50 Meter Freistil: 16. Platz
- Stéfan Voléry
50 Meter Freistil: 25. Platz
100 Meter Freistil: 23. Platz
- Eva Gysling
Frauen, 50 Meter Freistil: 33. Platz
Frauen, 100 Meter Rücken: 21. Platz
- Nathalie Wunderlich
Frauen, 100 Meter Rücken: 32. Platz
Frauen, 200 Meter Rücken: 16. Platz
Frauen, 200 Meter Lagen: 29. Platz

### Segeln
- Otmar Müller von Blumencron
Finn-Dinghy: 6. Platz
- Bruno Zeltner
470er: 20. Platz
- Jodok Wicki
470er: 20. Platz
- Andreas Bienz
Star: 21. Platz
- Beat Stegmeier
Star: 21. Platz
- Charles Favre
Tornado: 13. Platz
- Markus Bryner
Tornado: 13. Platz
- Jan Eckert
Flying Dutchman: 8. Platz
- Piet Eckert
Flying Dutchman: 8. Platz
- Nicole Meylan-Levecque
Frauen, Europe: 16. Platz

### Synchronschwimmen
- Claudia Peczinka
Einzel: 15. Platz
Duett: 12. Platz
- Caroline Imoberdorf
Einzel: Vorrunde
Duett: 12. Platz
- Rahel Hobi
Einzel: Vorrunde

### Tennis
- Marc Rosset
Einzel: Gold 
Doppel: 5. Platz
- Jakob Hlasek
Einzel: 9. Platz
Doppel: 5. Platz
- Manuela Maleeva
Frauen, Einzel: 5. Platz
Frauen, Doppel: 9. Platz
- Emanuela Zardo
Frauen, Einzel: 33. Platz
Frauen, Doppel: 9. Platz

### Turnen
- Michael Engeler
Einzelmehrkampf: 25. Platz
Mannschaftsmehrkampf: 11. Platz
Barren: 32. Platz in der Qualifikation
Boden: 34. Platz in der Qualifikation
Pferdsprung: 23. Platz in der Qualifikation
Reck: 67. Platz in der Qualifikation
Ringe: 55. Platz in der Qualifikation
Seitpferd: 31. Platz in der Qualifikation
- Daniel Giubellini
Einzelmehrkampf: 54. Platz in der Qualifikation
Mannschaftsmehrkampf: 11. Platz
Barren: 38. Platz in der Qualifikation
Boden: 51. Platz in der Qualifikation
Pferdsprung: 23. Platz in der Qualifikation
Reck: 88. Platz in der Qualifikation
Ringe: 40. Platz in der Qualifikation
Seitpferd: 38. Platz in der Qualifikation
- Oliver Grimm
Einzelmehrkampf: 67. Platz in der Qualifikation
Mannschaftsmehrkampf: 11. Platz
Barren: 61. Platz in der Qualifikation
Boden: 85. Platz in der Qualifikation
Pferdsprung: 37. Platz in der Qualifikation
Reck: 60. Platz in der Qualifikation
Ringe: 62. Platz in der Qualifikation
Seitpferd: 73. Platz in der Qualifikation
- Flavio Rota
Einzelmehrkampf: 75. Platz in der Qualifikation
Mannschaftsmehrkampf: 11. Platz
Barren: 81. Platz in der Qualifikation
Boden: 51. Platz in der Qualifikation
Pferdsprung: 85. Platz in der Qualifikation
Reck: 72. Platz in der Qualifikation
Ringe: 80. Platz in der Qualifikation
Seitpferd: 63. Platz in der Qualifikation
- Erich Wanner
Einzelmehrkampf: 79. Platz in der Qualifikation
Mannschaftsmehrkampf: 11. Platz
Barren: 83. Platz in der Qualifikation
Boden: 56. Platz in der Qualifikation
Pferdsprung: 63. Platz in der Qualifikation
Reck: 83. Platz in der Qualifikation
Ringe: 69. Platz in der Qualifikation
Seitpferd: 82. Platz in der Qualifikation
- Markus Müller
Einzelmehrkampf: 83. Platz in der Qualifikation
Mannschaftsmehrkampf: 11. Platz
Barren: 81. Platz in der Qualifikation
Boden: 71. Platz in der Qualifikation
Pferdsprung: 63. Platz in der Qualifikation
Reck: 90. Platz in der Qualifikation
Ringe: 88. Platz in der Qualifikation
Seitpferd: 69. Platz in der Qualifikation

### Wasserspringen
- Catherine Maliev-Aviolat
Frauen, Kunstspringen: 27. Platz in der Qualifikation
- Yvonne Köstenberger
Frauen, Turmspringen: 22. Platz in der Qualifikation